# Archaeopterygidae
Archaeopterygidae je čeleď, zahrnující maniraptorní teropodní dinosaury, velmi blízce příbuzné ptákům. Zdaleka nejznámějším zástupcem této čeledi je Archaeopteryx, který žil na konci období jury před asi 151-148 miliony let na území dnešního Německa. V současnosti jsou do této skupiny řazeny čtyři rody, jejichž zkameněliny byly objeveny zatím pouze na území Německa a Číny.

## Význam
Archaeopteryx lithographica byl dříve považován za nejstaršího známého praptáka. Vykazoval totiž shodně znaky ptáků i pokročilých teropodních dinosaurů. Jeho peří bylo velmi podobné peří holubímu, což nás opravňuje předpokládat, že byl schopen klouzavého letu. Tento prapták byl popsán již roku 1861 a brzy se stal oporou darwinova evolučního učení (jako chybějící článek mezi ptáky a plazy).
Archaeopteryx a několik dalších rodů dinosaurů dnes tvoří samostatnou čeleď, některými paleontology považovánou skupinu vývojově odvozených teropodních dinosaurů (deinonychosaurů), včetně některých opeřených dinosaurů z čínské provincie Liao-ning. Tuto možnost podporuje zejména objev příbuzného rodu Xiaotingia ze stejného místa v roce 2011.

## Zástupci
- †Anchiornis
- †Archaeopteryx
- †Wellnhoferia
- †Xiaotingia